# Musée Rodin
Pour les articles homonymes, voir Rodin (homonymie).
 (décembre 2022).
Si vous disposez d'ouvrages ou d'articles de référence ou si vous connaissez des sites web de qualité traitant du thème abordé ici, merci de compléter l'article en donnant les références utiles à sa vérifiabilité et en les liant à la section « Notes et références ».
Le musée Rodin est un musée assurant depuis 1919 la conservation et la diffusion de l’œuvre d’Auguste Rodin (1840-1917). À travers ses deux sites, l'hôtel de Biron de la rue de Varenne dans le 7e arrondissement à Paris et la villa des Brillants à Meudon (Hauts-de-Seine), l’établissement conserve une collection composée de près de 6 800 sculptures, 8 000 dessins, 10 000 photographies anciennes et 8 000 autres objets d’art. Avec 700 000 visiteurs par an, le musée Rodin compte parmi les musées français les plus importants.
Il a le statut d'établissement public à caractère administratif depuis 1993,.

## Les collections
Le musée conserve des collections d’une grande diversité car Rodin était un artiste collectionneur ; il présente principalement des sculptures et quelques peintures, car les dessins et photographies anciennes ne peuvent, pour des raisons de conservation, être exposés de façon permanente dans la galerie dédiée du premier étage.
| Type          | Nombre                   | Photographié (1) | %age  |
| ------------- | ------------------------ | ---------------- | ----- |
| Sculptures    | 6 797                    | 3 674            | 54,05 |
| Dessins       | 7 941                    | 7 153            | 90,08 |
| Gravures      | 1 167                    | 1 140            | 97,69 |
| Photographies | 10 051 œuvres sur 17 130 | 13 426           | 78,38 |
| Peintures     | 207                      | 202              | 97,58 |
| Antiquités    | 6 480                    | 2 351            | 36,28 |
| Mobiliers     | 256                      | 222              | 86,72 |
| Total 2016    | 32 899 œuvres sur 39 978 | 28 168           | 70,46 |

### Rodin sculpteur

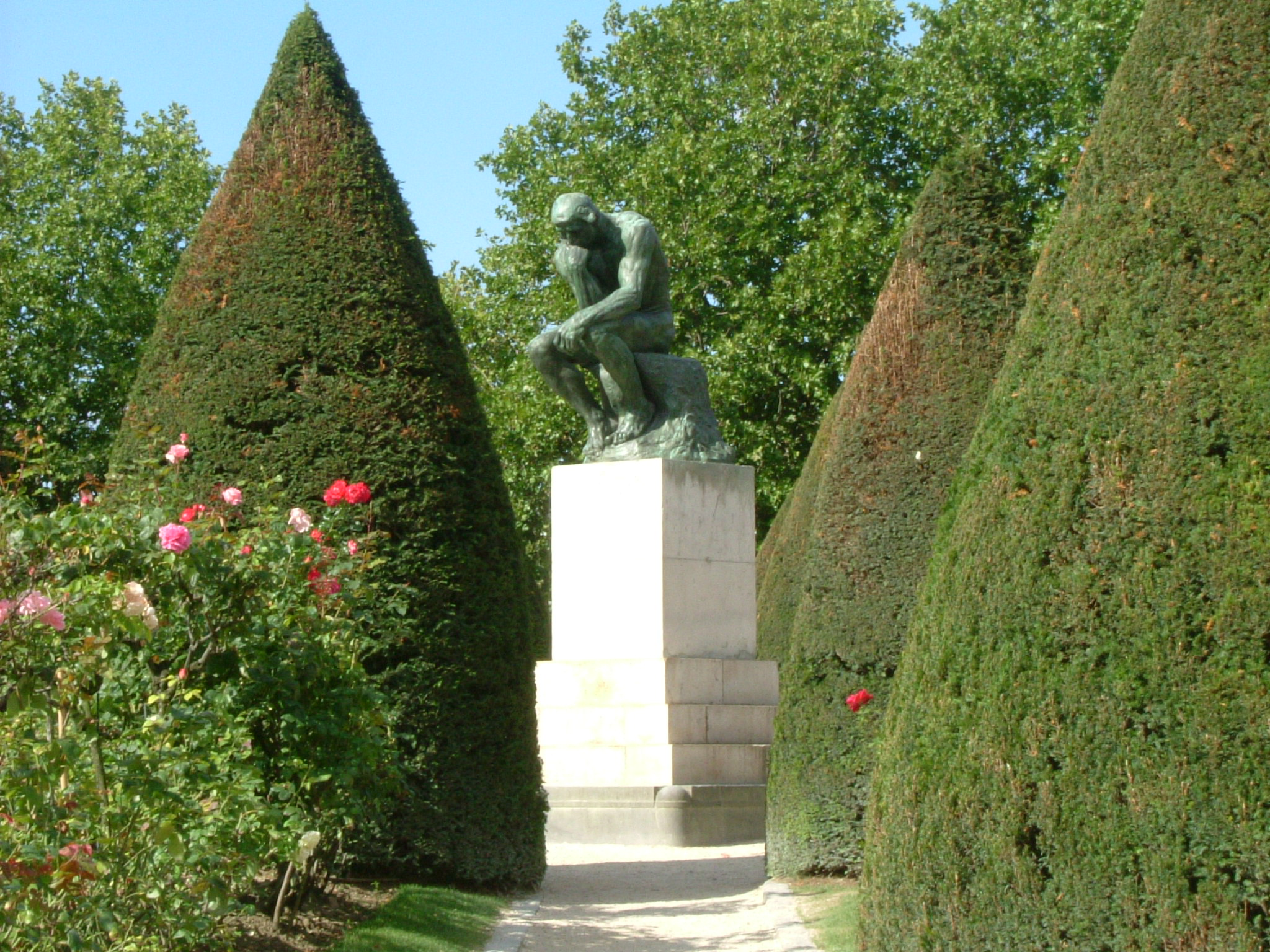
Le Penseur dans le jardin du musée.

Les sculptures de Rodin sont celles d’un artiste qui choisit de rompre avec les usages de son temps. Parmi ses œuvres de jeunesse, L’Homme au nez cassé apparaît ainsi en décalage par rapport aux standards de l’époque, tandis que l’Age d’Airain renie les artifices traditionnellement utilisés pour privilégier l’expressivité du corps. Cette absence d’artifices, comme la nudité observée chez Le Penseur ou Adam et Ève, a également pour but de garantir l’intemporalité des œuvres de Rodin.
 L’artiste se distingue aussi par le caractère monumental de ses créations. Balzac, Les Bourgeois de Calais ou Le Penseur impressionnent par leur puissance celui qui les observe. L’exemple le plus marquant est probablement la Porte de l’Enfer, jamais achevée par l’artiste et surchargée d’éléments parmi lesquels figurent les sujets majeurs de l’œuvre de Rodin (Ugolin, Le Baiser, Le Penseur, Les Trois Ombres).[réf. nécessaire]

### Rodin peintre et dessinateur
La production graphique de Rodin concerne près de 8 000 créations rattachée à plusieurs périodes : dessins d’observation (paysages de Belgique et d’Italie, puis architecture), représentations imaginaires inspirées par Dante ou Baudelaire, nombreux nus parfois érotiques, ou encore portraits. Il constitue également une collection de dessins d'Honoré Daumier, etc., et de gravures, dont près de 200 gravures japonaises acquises après 1900.

### Rodin et la photographie
Le sculpteur collabore avec de nombreux photographes, tels que Eugène Druet, Jacques-Ernest Bulloz, Adolphe Braun, dont certains, comme Edward Steichen, Stephen Haweis, Henry Coles ou Jean-François Limet, appartiennent au courant pictorialiste. Ces derniers dépassent la simple reproduction photographique des œuvres de Rodin pour faire de leurs clichés des œuvres artistiques à part entière.

### Rodin collectionneur
Rodin, dont le musée expose aussi plusieurs esquisses, aime aussi la peinture et acquiert au cours de sa vie des œuvres de grands maîtres, dont Le Père Tanguy et Les moissonneurs de Vincent van Gogh, Femme nue d'Auguste Renoir ou de François Lemoyne. Il échange également ses œuvres avec celles d'autres artistes comme Claude Monet (Belle-île), Eugène Carrière (11 toiles dont Le théâtre de Belleville), Edvard Munch (Le Penseur de Rodin dans le parc du docteur Linde à Lübeck), Jean-Paul Laurens, Alexandre Falguière, Jules Dalou, Alphonse Legros, Charles Cottet, Fritz Thaulow, Ignacio Zuloaga, John Singer Sargent, ou Jacques-Émile Blanche. Ces œuvres sont visibles au musée.

### Camille Claudel (1864-1943)
Le talent de la jeune femme est tel qu’elle devient une véritable collaboratrice du maître, travaillant avec lui à la réalisation de certaines de ses créations les plus fameuses, comme la Porte de l’Enfer.
 C’est donc en toute logique qu’une salle Camille Claudel est créée à l’hôtel de Biron en 1952. Elle reçoit alors plusieurs donations de Paul Claudel, le frère de l’artiste, en particulier L’Âge mûr, Clotho, et Vertumne et Pomone, parmi ses 45 œuvres conservées au musée. Y sont aussi exposées notamment La Petite Châtelaine et Les Causeuses.
La collection comporte également des œuvres d'autres amis sculpteurs ou élèves de Rodin comme Albert-Ernest Carrier-Belleuse, Alexandre Falguière, Constantin Meunier, Jules Dalou, Henri Bouchard, Aristide Maillol, Medardo Rosso, Séraphin Soudbinine, Josef Mařatka, Jules Desbois, Antoine Bourdelle ou François Pompon.

## Les expositions temporaires

### Expositions
- La sculpture dans l’espace, Rodin, Brancusi, Giacometti (novembre 2005-février 2006) : 82 000 visiteurs
- Rodin et les danseuses cambodgiennes, sa dernière passion (juin 2006-septembre 2006) : 91 000 visiteurs
- Rodin, les figures d’Eros (novembre 2006-mars 2007) : 84 000 visiteurs
- Camille Claudel, une femme, une artiste (avril 2008-juillet 2008) : 150 000 visiteurs
- La Passion à l’œuvre, Rodin et Freud, collectionneurs (octobre 2008-février 2009)
Auguste Rodin, le sculpteur, et Sigmund Freud, le père de la psychanalyse, partagent une passion commune pour la collection des antiques. Rodin, à sa mort en 1917, laisse plus de 6 000 antiques, tandis que Freud n’en possède pas moins de 3 000 lorsqu’il s’éteint en 1939. L’exposition présente une sélection d’environ 140 antiques, ainsi que de nombreux documents écrits et photographiques qui viennent éclairer ces collections.
- Corps et décors. Rodin et les arts décoratifs (avril 2010-août 2010)
- Rodin, la chair, le marbre (juin 2012-septembre 2013)
- Rodin, la lumière de l'antique (19 novembre 2013 - 16 février 2014)
- Mapplethorpe Rodin (8 avril 2014 -21 septembre 2014)
- Rodin. Le laboratoire de la création (du 13 novembre 2014 au 27 septembre 2015)
- Entre sculpture et photographie (12 avril au 17 juillet 2016)
- L'Enfer selon Rodin (18 octobre 2016 au 22 janvier 2017)

### Expositions d'art contemporain
Le musée Rodin s’ouvre depuis plusieurs années à l’art contemporain, réactivant ainsi une démarche entreprise dès 1949 (le musée accueillit cette année-là le premier Salon de la jeune sculpture).
Après avoir invité Anthony Caro et Eugène Dodeigne dans la Cour d’Honneur du musée, Michel Verjux, Bill Viola, Adel Abdessemed et Mircea Cantor pour les précédentes éditions de la « Nuit des musées », le musée Rodin a accueilli à l’automne 2008 l’artiste Étienne Bossut, qui a investi les lieux en écho à l’exposition La Passion à l’œuvre, Rodin et Freud collectionneurs.
En 2010, une sélection d'œuvres du plasticien belge Wim Delvoye y sont exposées, ainsi qu'un cycle (en partenariat avec le Centre Pompidou) de vidéo-performances d'artistes mettant en scène leur propre corps, parmi lesquels Vito Acconci, Sanja Iveković, Marina Abramovic ou encore Mona Hatoum.
La fin de l'année voit l'exposition Henry Moore, avec une scénographie sur son atelier : sculptures et dessins, du 15 octobre 2010 au 27 février 2011.

## Les deux sites du musée

### L'hôtel Biron, à Paris

Plan du musée Rodin parisien.

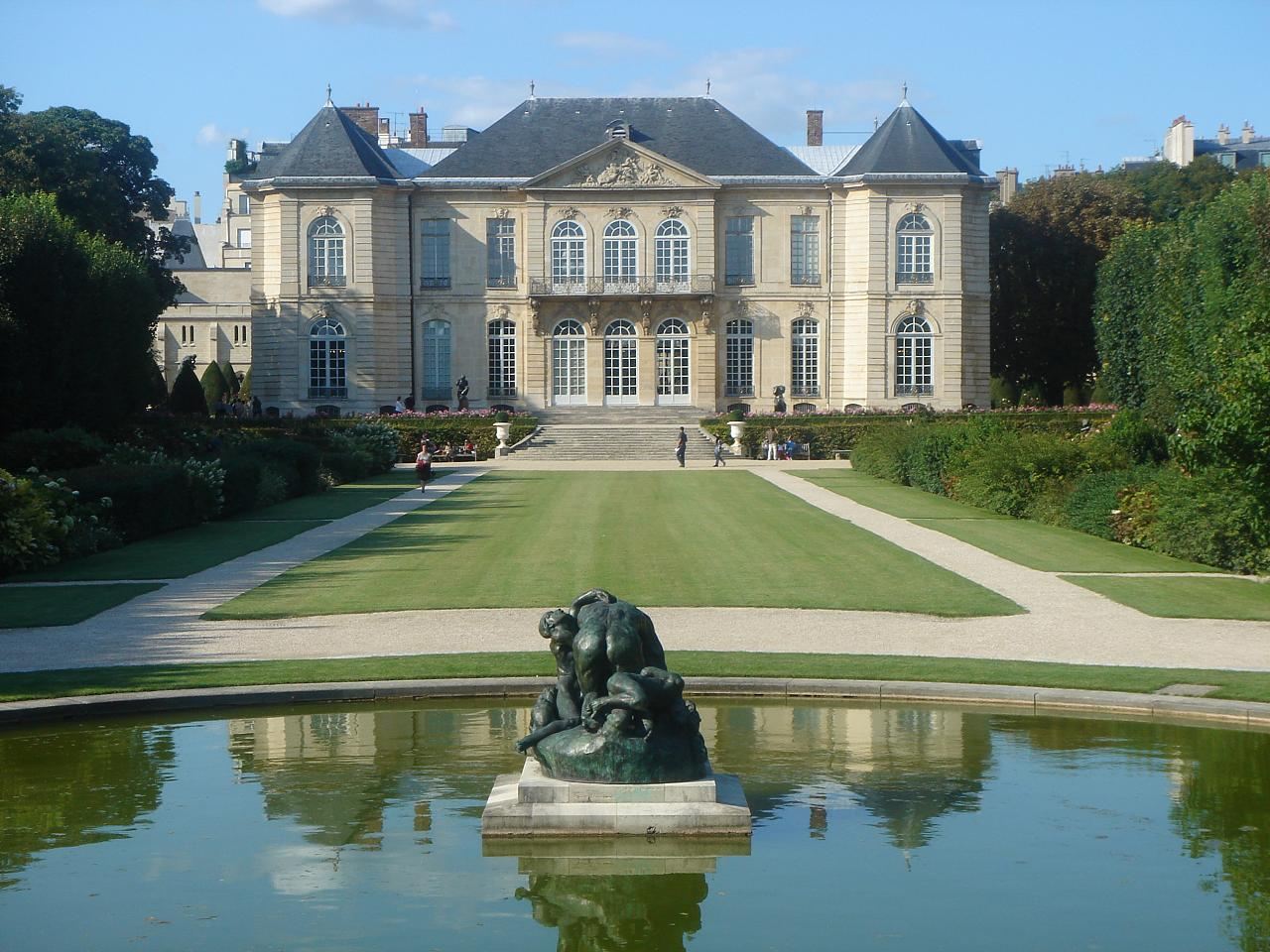
L'hôtel Biron.

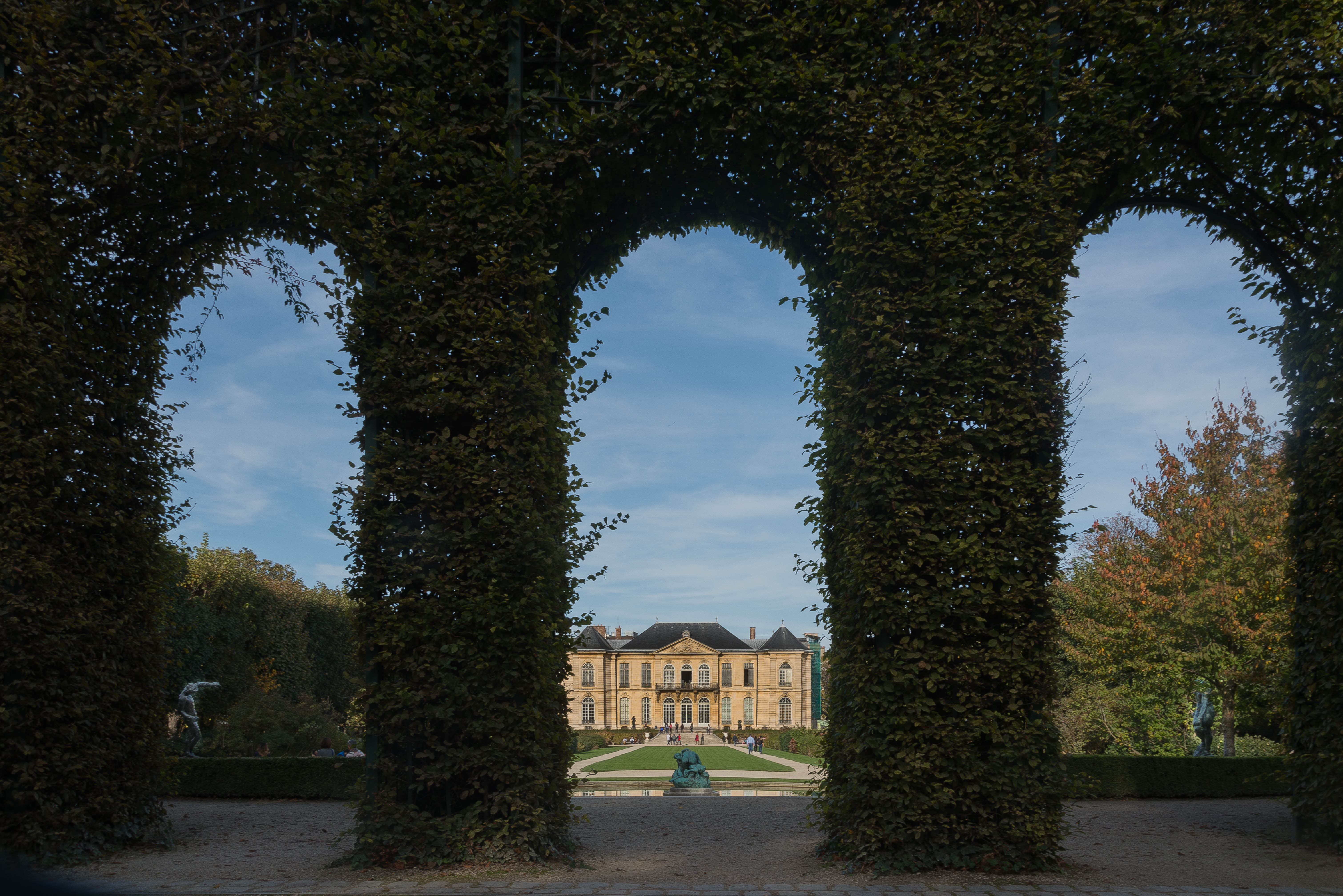
Vue du fond du jardin.

Situé à l’angle de la rue de Varenne et du boulevard des Invalides, dans le 7e arrondissement de Paris, l’hôtel de Biron a connu plusieurs occupants depuis l’achèvement de sa construction en 1730 pour Abraham Peyrenc de Moras,, seigneur de Saint-Étienne : la duchesse du Maine, belle fille de Louis XIV ; le maréchal de Biron, qui donna son nom à la demeure ; le duc de Charost ; la Légation Pontificale ; l’Ambassade de Russie ; ou encore la Société du Sacré-Cœur de Jésus, congrégation religieuse fondée par Madeleine-Sophie Barat. La future impératrice des Français, Eugénie de Montijo, reçoit son éducation au sein du couvent entre 1835 et 1839.
La Société du Sacré-Cœur de Jésus fait démonter nombre de ses boiseries Louis XV, laissant l’hôtel dans un état alarmant, au moment où elle quitta les lieux en 1905, à la suite de la loi de séparation des Églises et de l'État.
On autorise alors plusieurs artistes à y établir leurs ateliers ; c’est ainsi que Rodin, Jean Cocteau, ou encore Henri Matisse font leur entrée à l’ex-hôtel Biron.
En 1911, l’État achète le domaine, tandis que Rodin décide de lui céder ses collections, à la condition qu’un musée soit consacré à son œuvre, au sein de l’hôtel ; le projet aboutit en 1919, mais Rodin, mort deux ans auparavant, ne pourra assister à l’ouverture du musée. Avant son ouverture, l'hôtel accueille un temps une œuvre caritative fondée par Isabelle Viviani, qui vient au secours des familles touchées par la guerre.
C'est l'architecte du Gouvernement et de la Ville de Paris Henri Eustache, second grand prix de Rome en 1891, qui effectuera les travaux dans l'ancien hôtel devenu couvent afin de le transformer en musée (il existe un portrait photographique dans la notice nécrologique dans L'Illustration du 15 avril 1922).
De 2012 à 2015, l'hôtel Biron est rénové, pour rouvrir au public en novembre 2015.
L’hôtel est entouré d’un domaine exceptionnel, en plein cœur de Paris.
L’ancienne chapelle XIXe siècle, construite du temps de la congrégation religieuse et restaurée en 2005, accueille une salle d’exposition entièrement rénovée, un nouvel auditorium, ainsi que la billetterie et l’administration du musée.
Le jardin, s’étend sur trois hectares boisés - surface du parc de l'Hôtel Matignon, réputé le plus vaste espace vert privé de Paris - et agrémentés d’un bassin et d’une cafétéria. Les visiteurs s’y promènent au fil des sculptures monumentales de Rodin qui y sont disposées.
Ce site est desservi par la station de métro Varenne.

### Musée Rodin de Meudon, la villa des Brillants

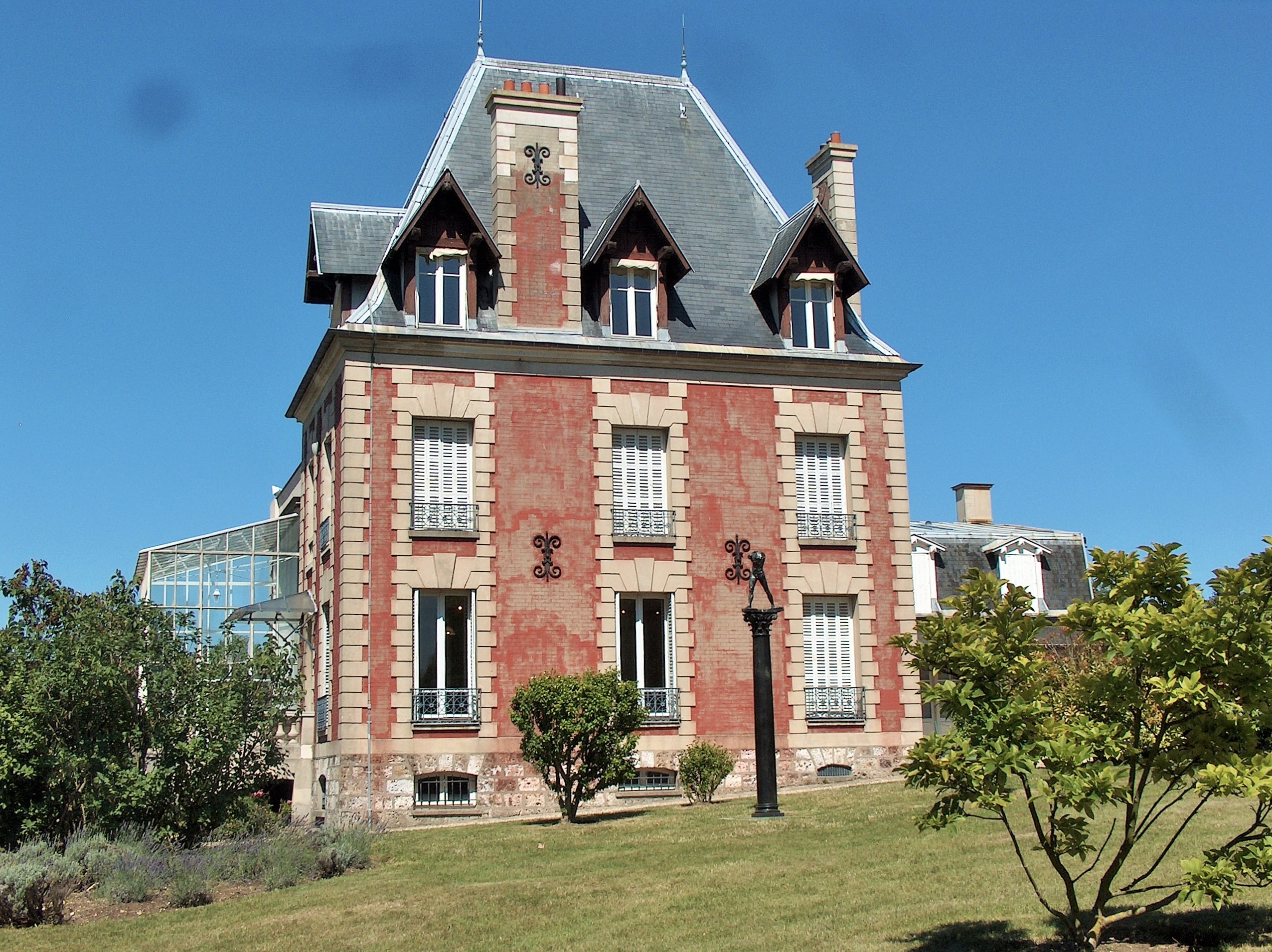
Villa des Brillants.

Si le site de l’hôtel Biron met en exergue l’œuvre de l’artiste, la visite de Meudon offre un regard beaucoup plus personnel sur le personnage d’Auguste Rodin, dont la tombe est située sur le site.
Il s’agit tout d’abord de la demeure habitée par Rodin et Rose Beuret à partir de 1893, avec ses meubles et les photographies de ses occupants ; on pénètre ainsi dans la vie quotidienne de l’artiste.
En contrebas de cette demeure bourgeoise dont le jardin descend vers la vallée de la Seine, se trouve un bâtiment atypique, le Pavillon de l’Alma : Rodin y avait exposé ses œuvres à l’occasion de l’exposition universelle de 1900, et l’avait acquis pour le faire reconstruire à Meudon. D’abord atelier-musée jouxtant la maison, il fut ensuite déplacé un peu plus bas, derrière la façade récupérée du château d'Issy, incendié en 1871.
Ce pavillon a été remplacé en 1930 par un vaste bâtiment d'exposition en béton. La façade du château d'Issy a été conservée, servant de décor au Penseur qui surplombe la tombe de l'artiste et de son épouse.
C’est à cet endroit, où Rodin sculptait, que sont aujourd’hui disposées les œuvres montrées au public. On y voit de nombreux originaux en plâtre, à partir desquels ont été fondus ses bronzes les plus célèbres : ceux du Baiser, du Monument à Victor Hugo, de Balzac, des Bourgeois de Calais ou encore de la Porte de l’Enfer sont ainsi conservés à Meudon. C’est donc à Meudon que le visiteur se rapproche le plus de l’état original de l’œuvre de Rodin. Le domaine de la villa des Brillants était un lieu de création important, animé par une cinquantaine de praticiens dont les différents ateliers étaient installés sur des parcelles achetées par Rodin.
Le musée Rodin de Meudon est ouvert du vendredi au dimanche de 13h à 18h.

## Rayonnement du musée

### Fréquentation
Le musée Rodin accueille aujourd’hui autour de 700 000 visiteurs par an. Les touristes étrangers représentent la majorité du public. Il s’agit de l’un des musées les plus fréquentés de France (en 8e position en 2007).

### Rayonnement international
La renommée mondiale de l’œuvre de Rodin pousse le musée à maintenir une politique internationale active.
Collaboration avec d’autres établissements consacrés à Auguste Rodin
- Le musée Rodin de Philadelphie, qui doit tout au collectionneur Jules Matsbaum (1872-1926). Il meurt en 1929, trois ans avant l’ouverture de l’établissement.

## Sculptures renommées

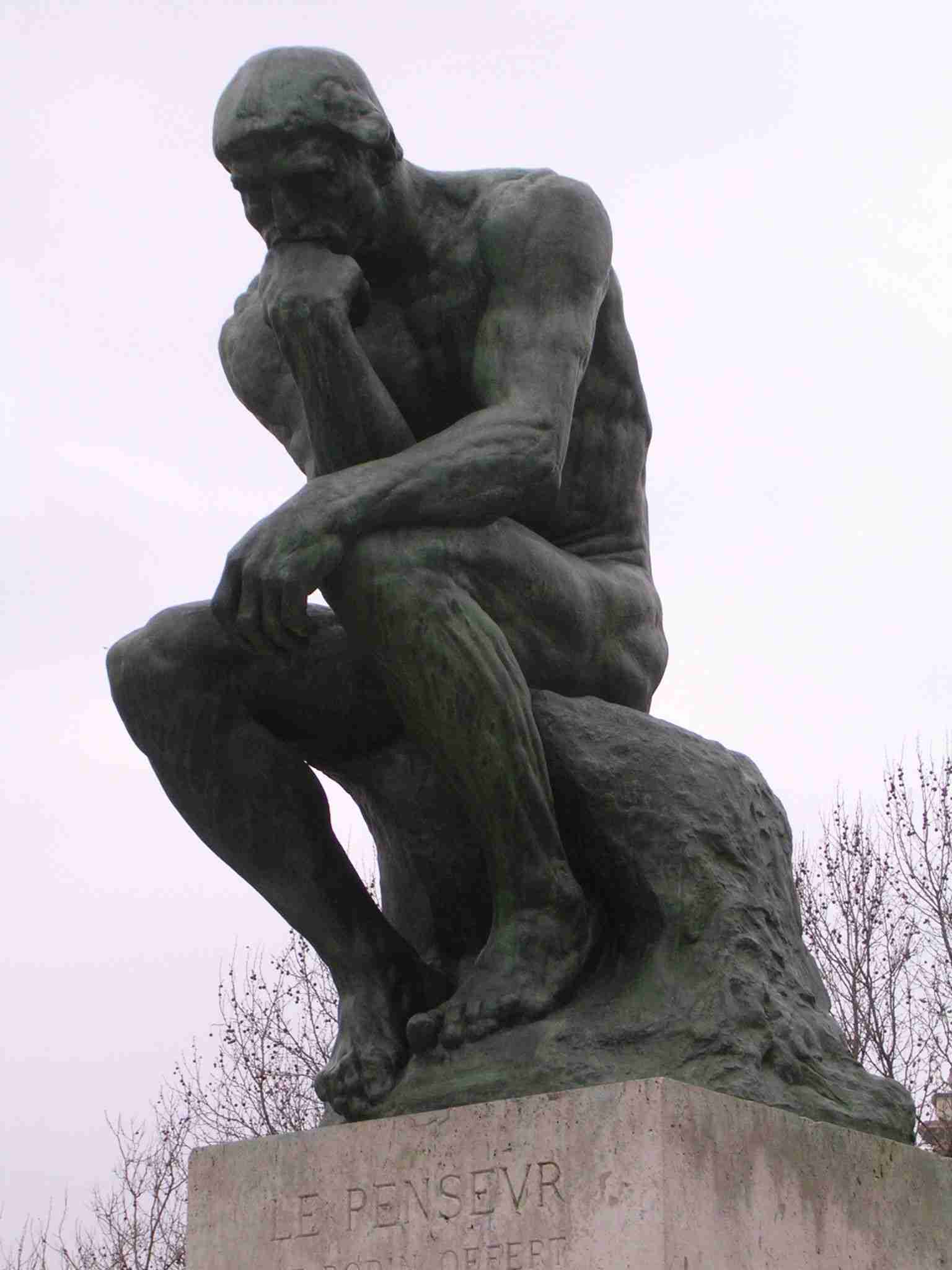
Le Penseur.
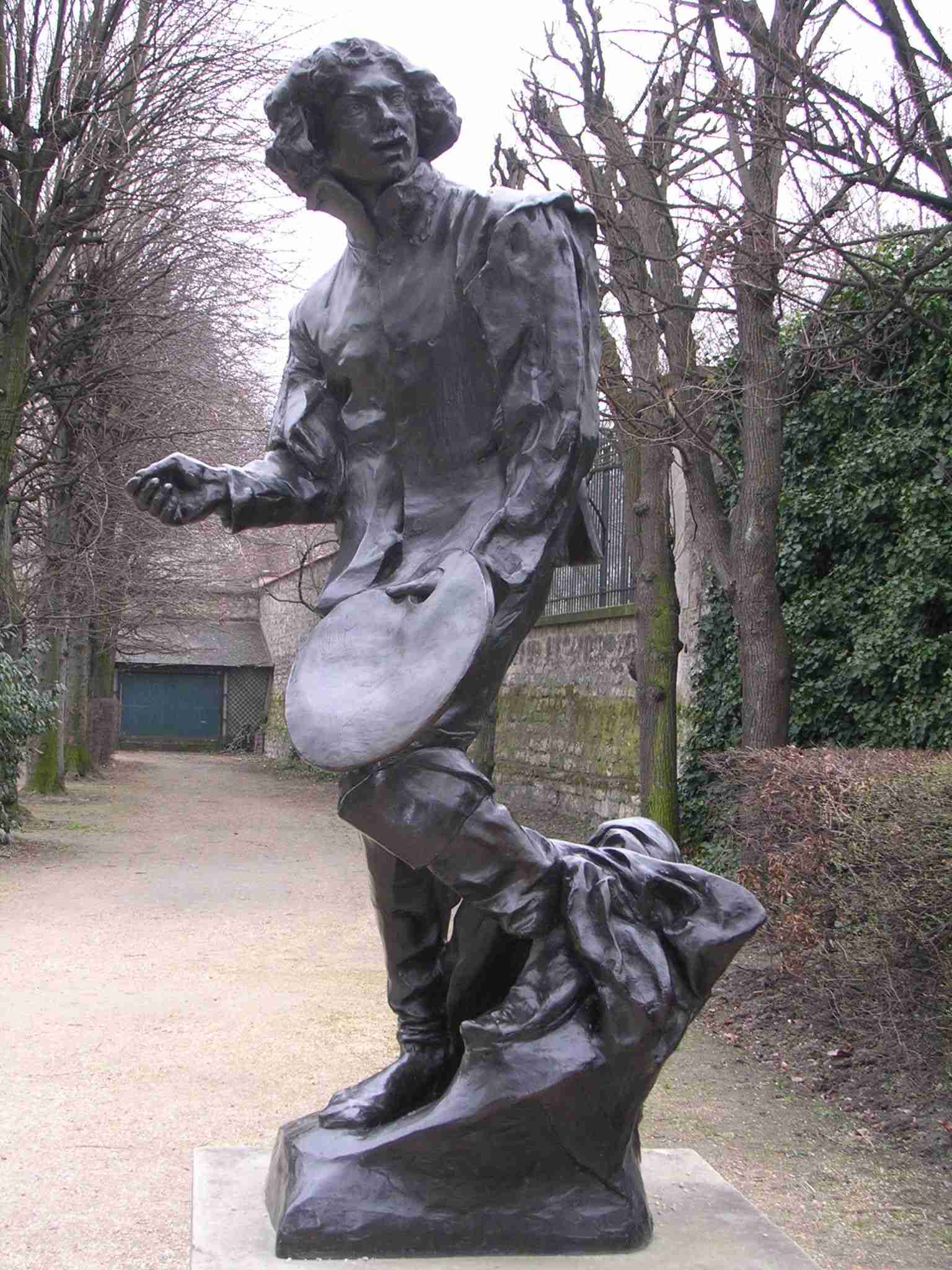
Le peintre Le Lorrain.
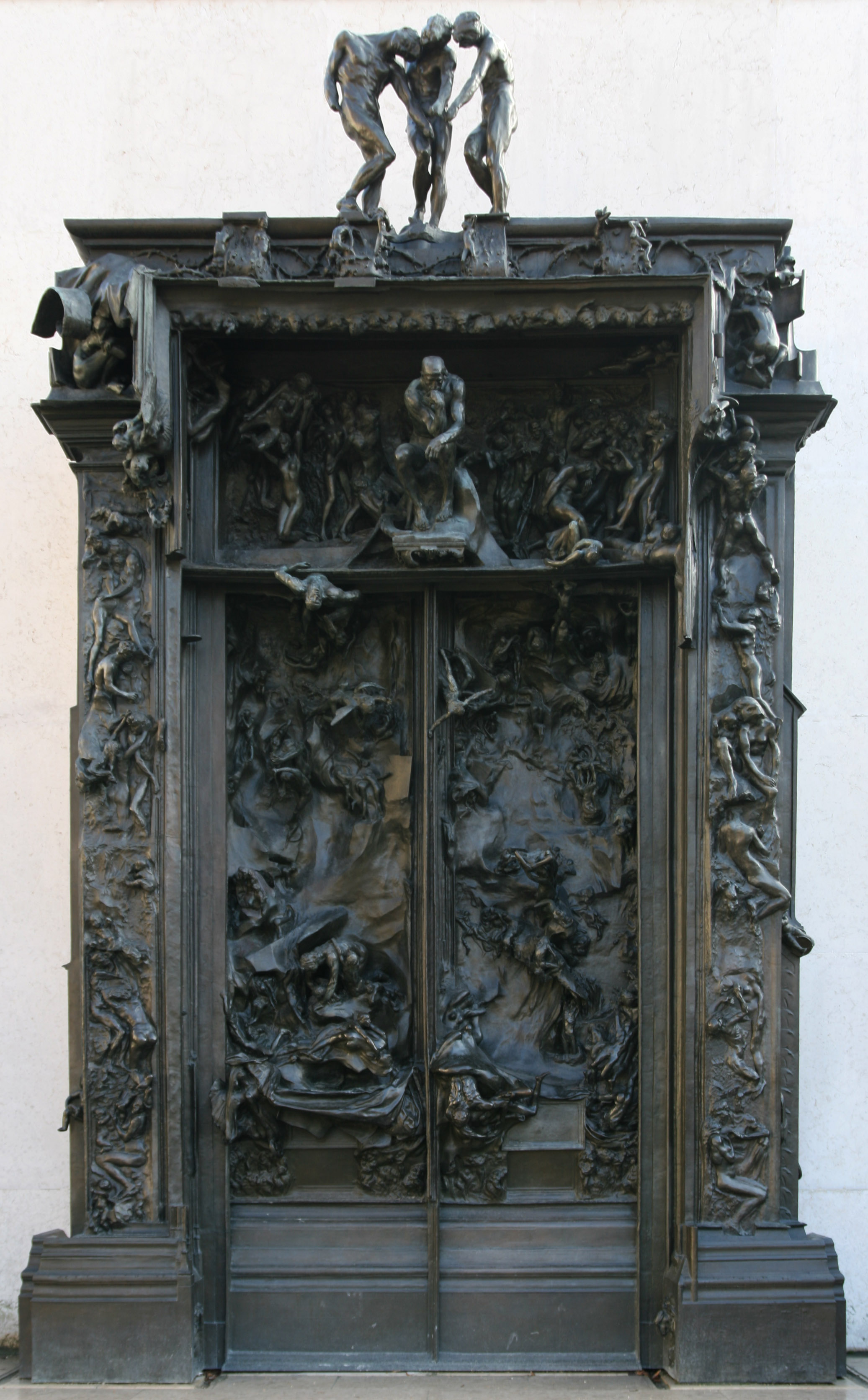
La Porte de l'enfer.
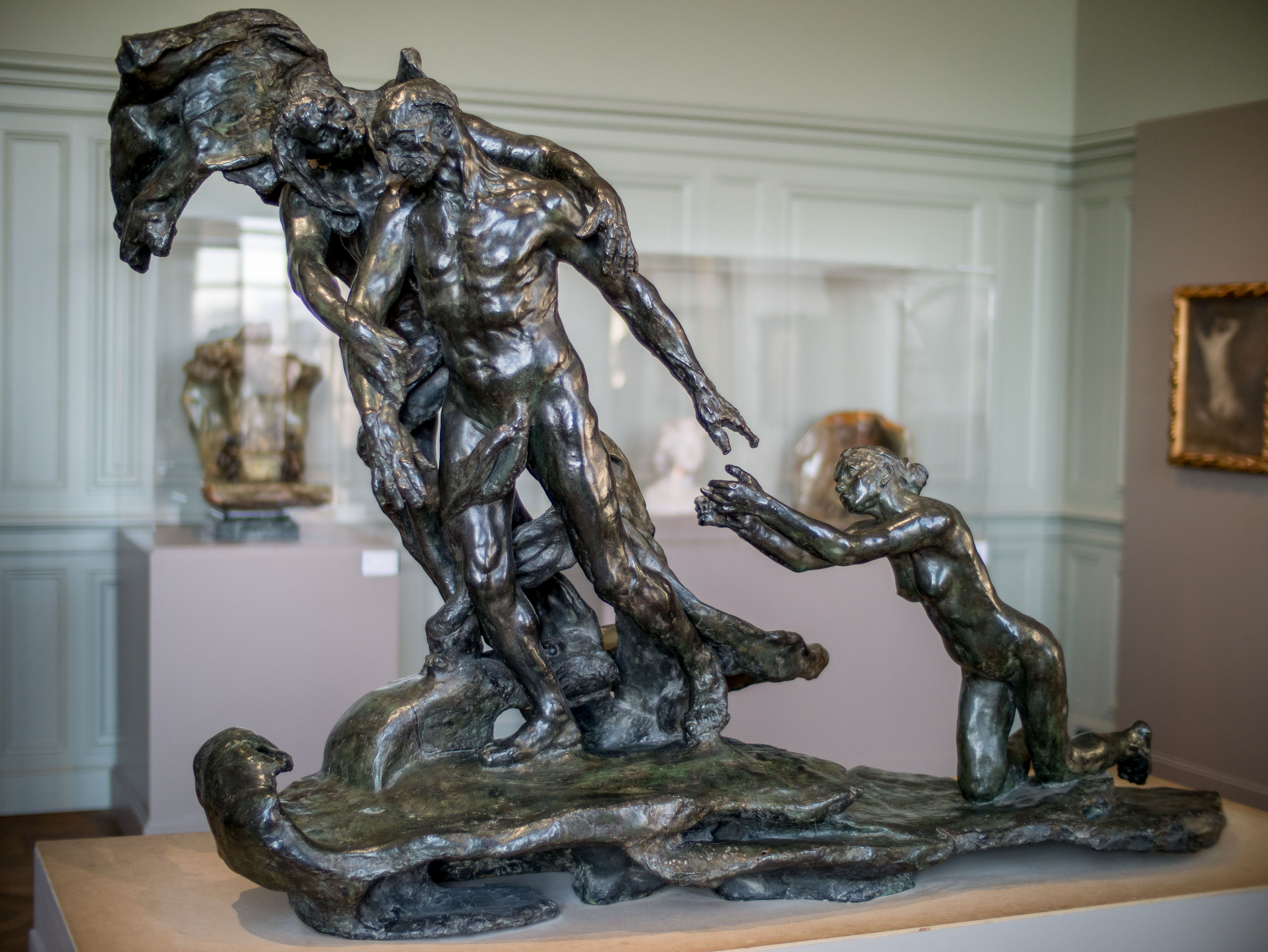
Camille Claudel, L'Âge mûr.
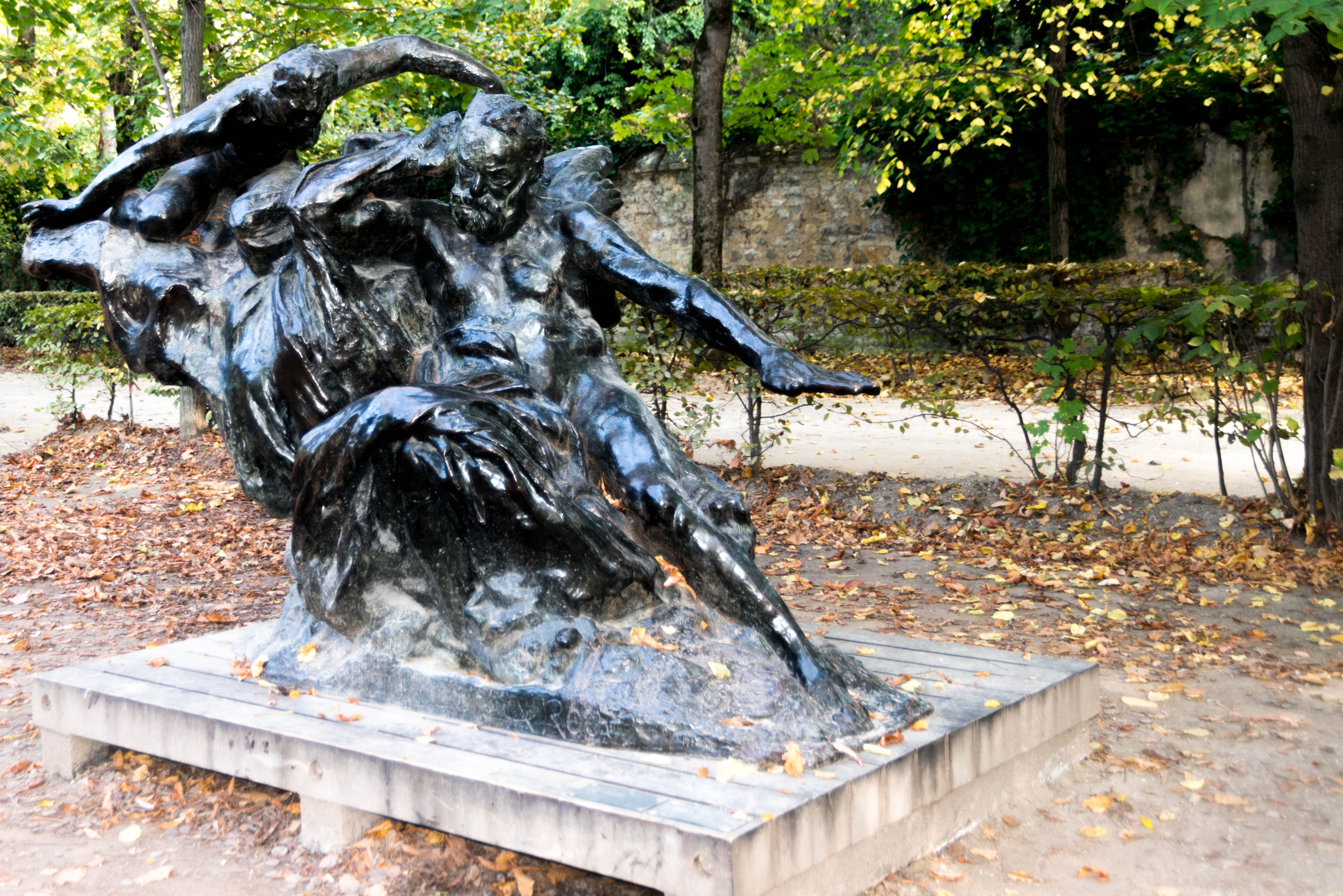
Monument en hommage à Victor Hugo[Note 1].
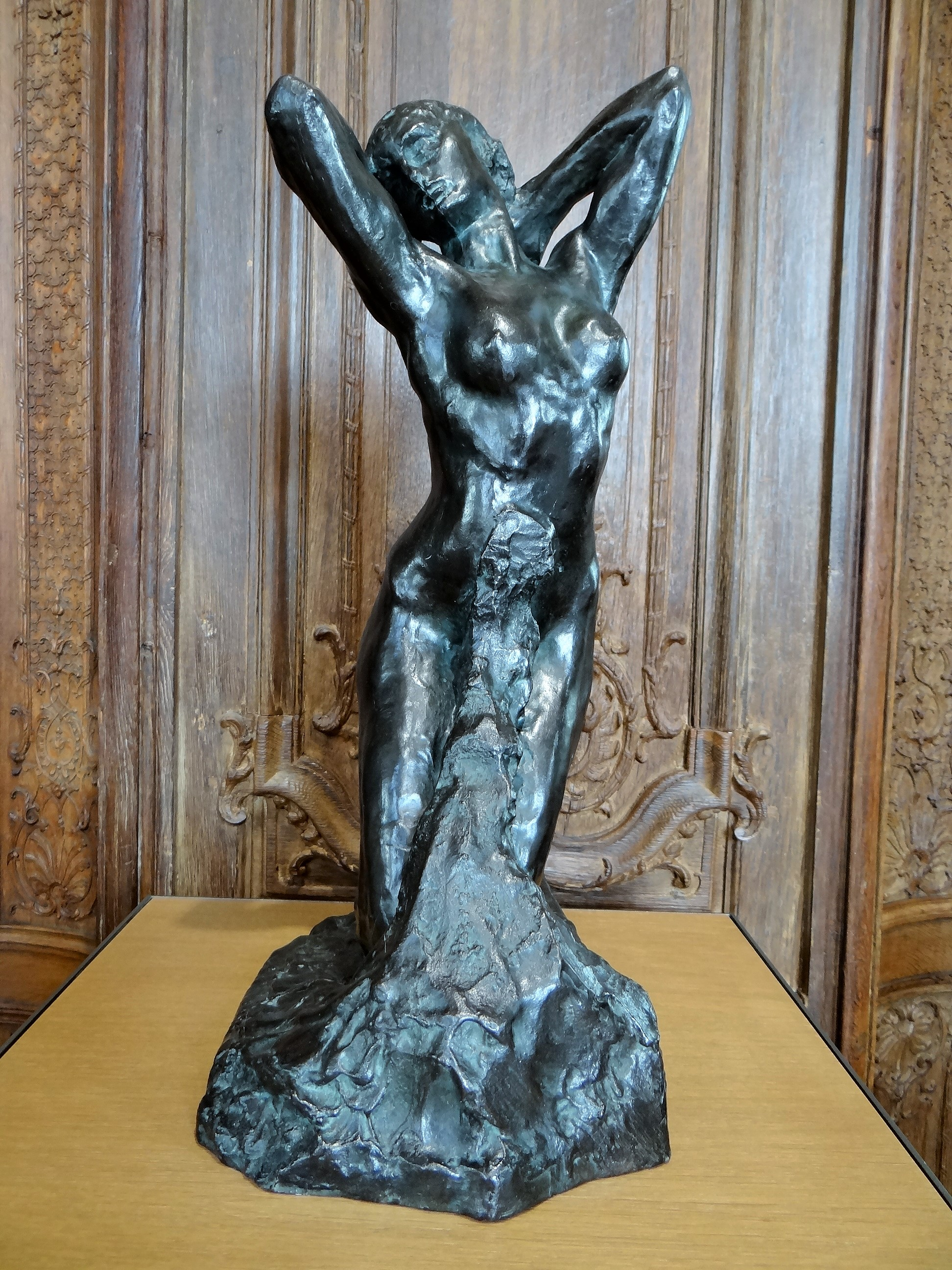
Toilette de Vénus.
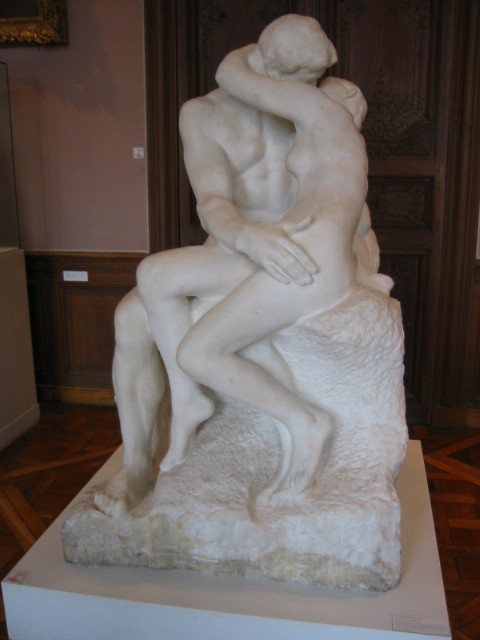
Le Baiser.
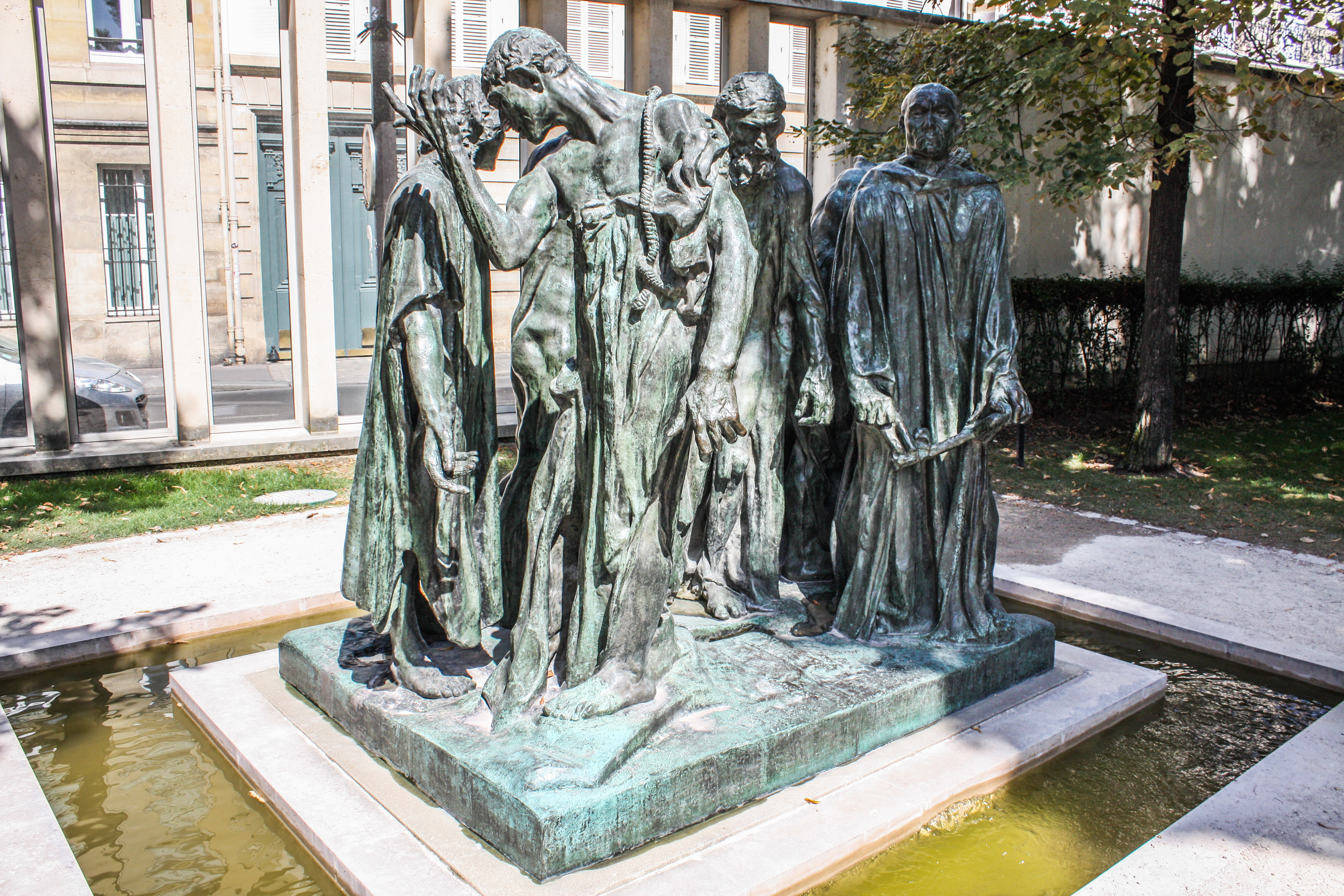
Les Bourgeois de Calais.
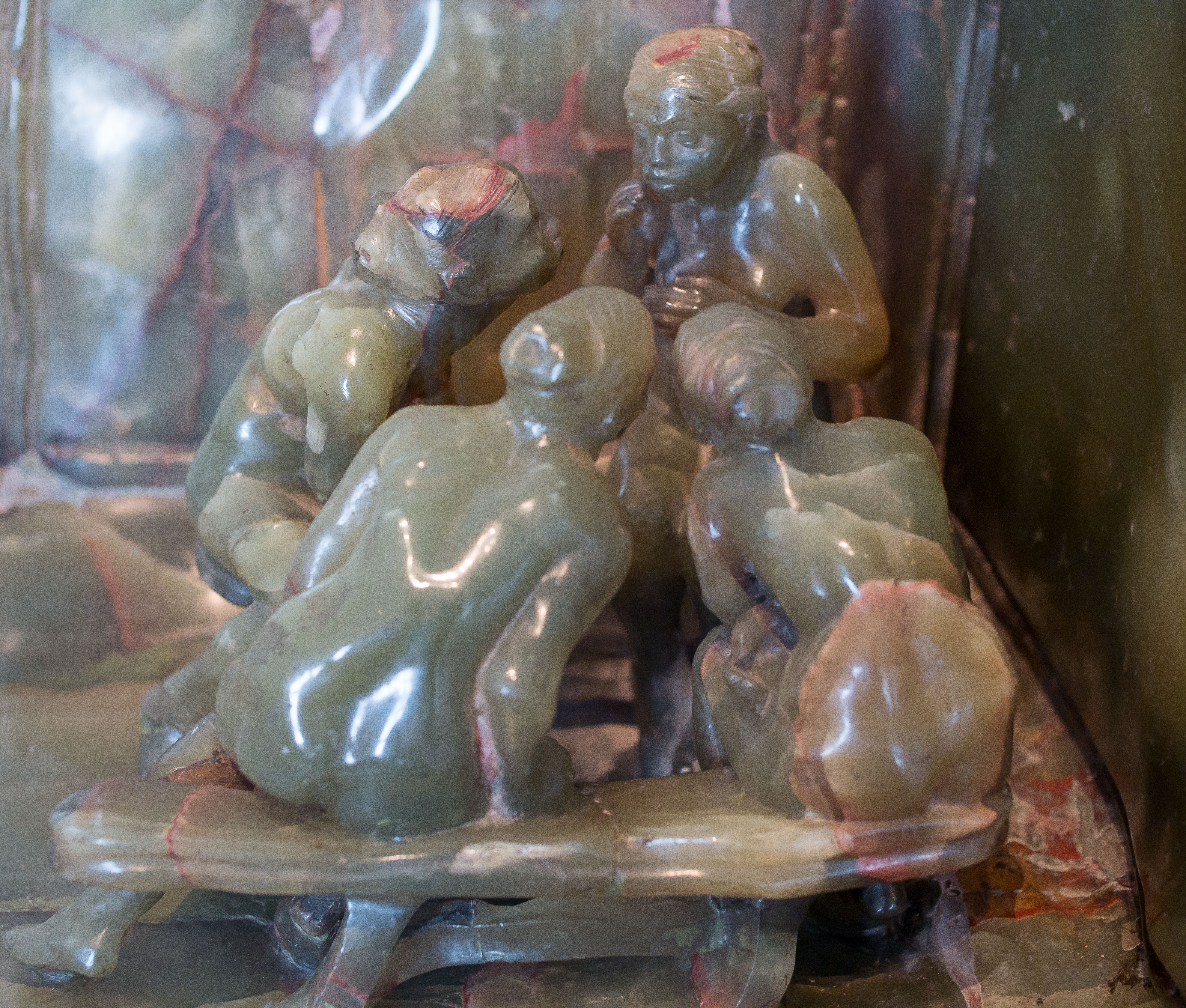
Les Causeuses, Camille Claudel.
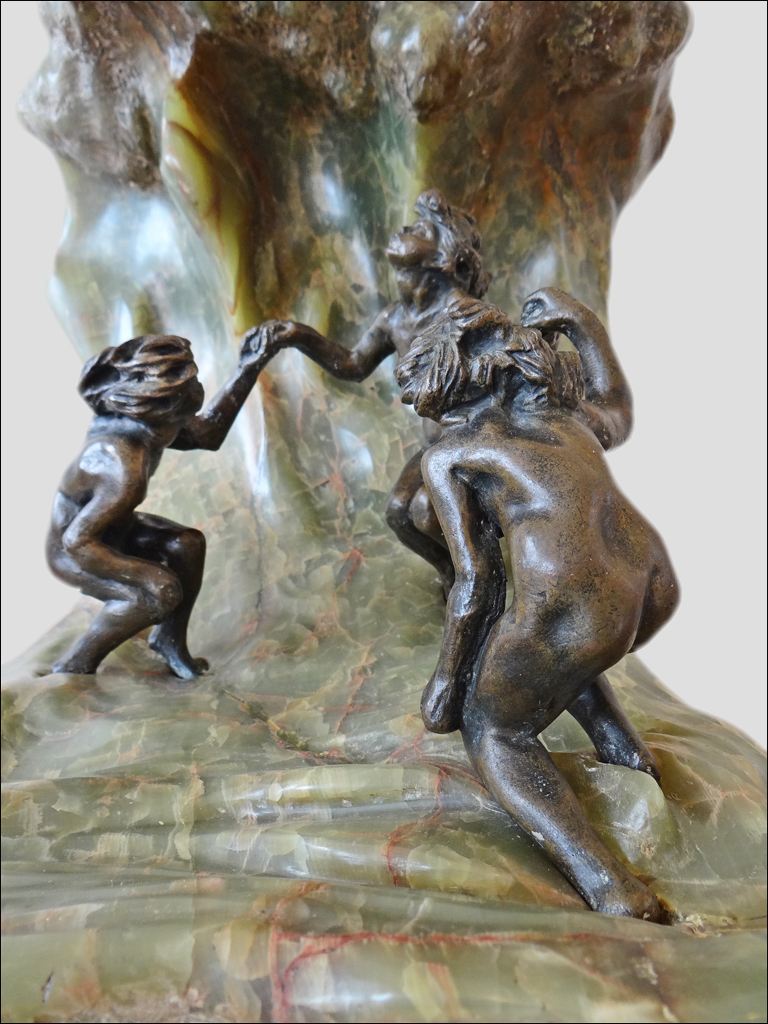
Camille Claudel, La Vague.
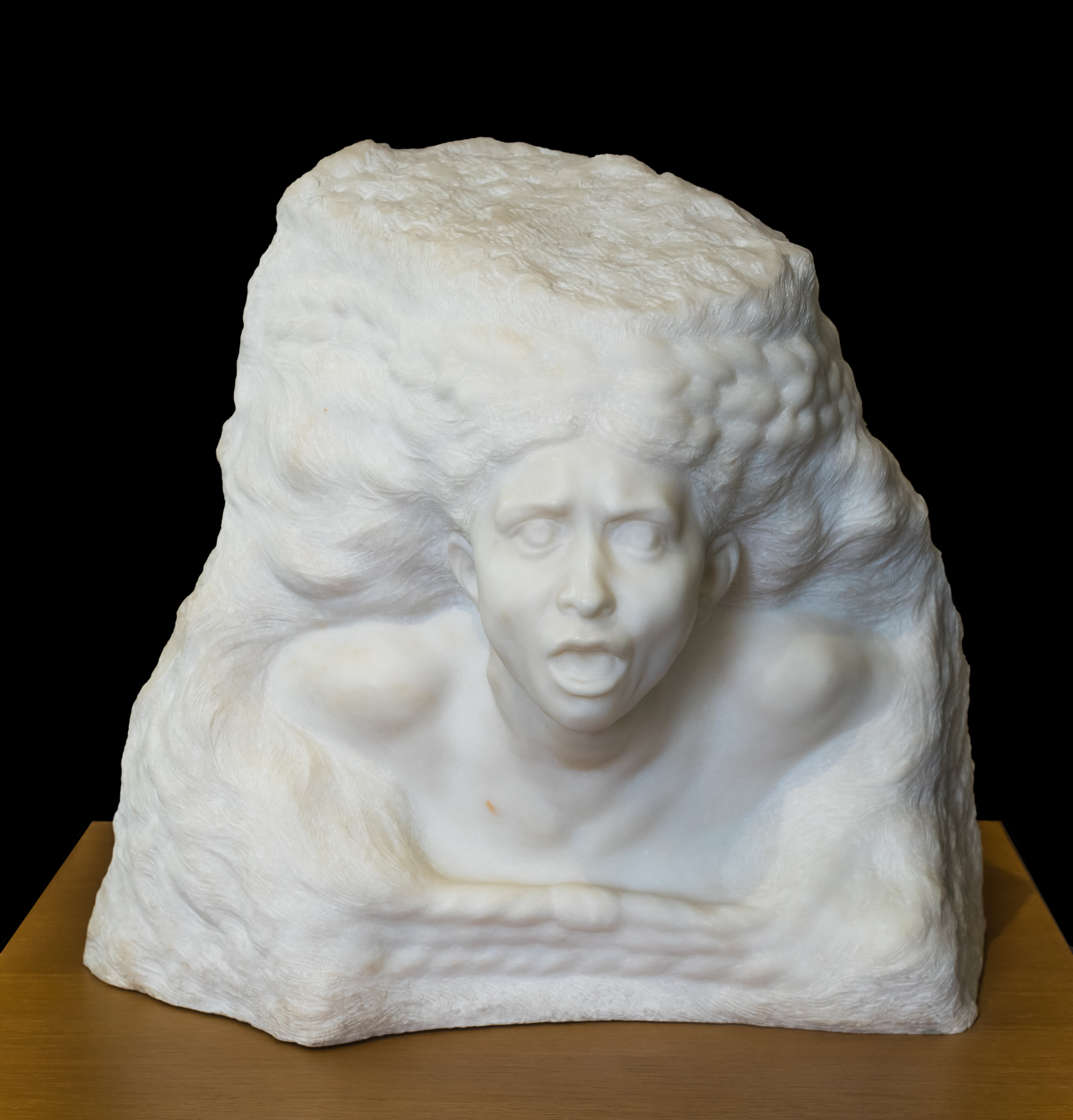
La tempête. Sculpture réalisée en 1898.
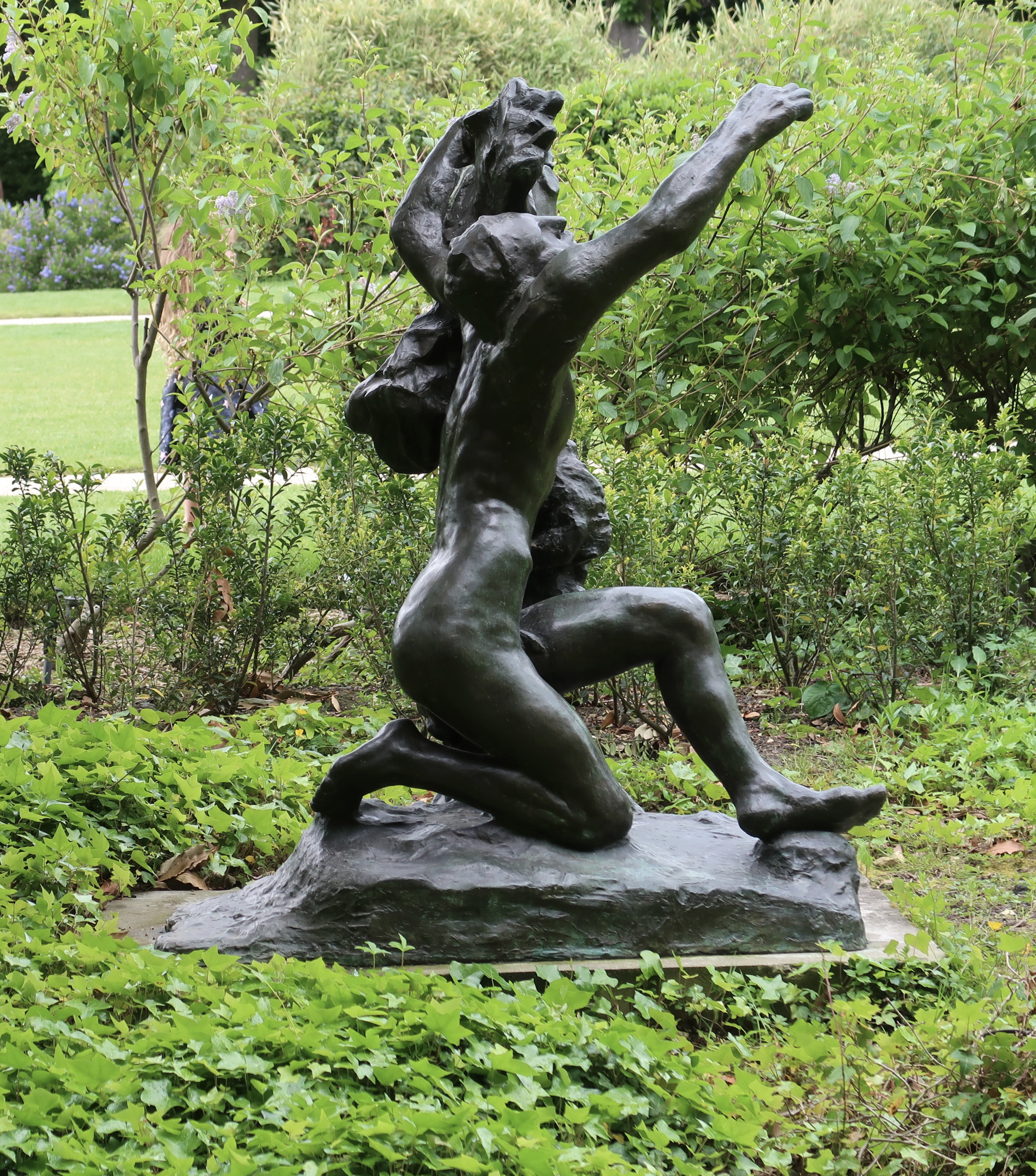
Orphée.

## Films tournés au musée Rodin
- 1982 : La Boum 2 de Claude Pinoteau
- 2011 : Minuit à Paris de Woody Allen